# Diplatys chopardi
Diplatys chopardi – gatunek skorka z rodziny Diplatyidae.
Gatunek ten opisany został po raz pierwszy w 1955 roku przez Waltera Douglasa Hincksa w pierwszej części A Systematic Monograph of the Dermaptera of the World. W obrębie rodzaju Diplatys klasyfikowany jest w podrodzaju Diplatys (Neodiplatys).
Skorek ten ma odwłok o tylnej krawędzi przedostatniego sternitu dwufalistej, pozbawionej wyrostków. Genitalia samca mają paramery o krawędziach zewnętrznych niemal prostych i wierzchołkowych połowach nie sterczących skośnie dozewnętrznie. Virga składa się z bardzo krótkiej, nieformującej pęcherzyka części nieparzystej oraz bardzo długich, sięgających poza nasadę genitaliów parzystych gałęzi.
Owad orientalny, znany z indyjskich stanów Karnataka i Tamil Nadu. Występuje w wilgotnej strefie tropikalnej, strefie tropikalnej suchej oraz strefie półpustynnej.